# Il Divin Codino : L'art du but par Roberto Baggio
Pour plus de détails, voir Fiche technique et Distribution.
Il Divin Codino : L'art du but par Roberto Baggio (Il Divin Codino) est un film italien réalisé par Letizia Lamartire et sorti en 2021. Ce film biographique, diffusé en exclusivité sur Netflix, retrace les 22 ans de carrière du footballeur italien Roberto Baggio.

## Synopsis
Au milieu des années 1980, le jeune attaquant Roberto Baggio joue pour le L.R. Vicence Virtus. Il connait rapidement une grave blessure qui l'éloigne longuement du terrain. Il est malgré tout transféré au sein du prestigieux club de la Fiorentina qui évolue en Série A. Mais les débuts sont difficiles et il y joue très peu. Il trouve alors du réconfort dans le bouddhisme (il se convertira en 1988) et notamment le Sōka Gakkai.
Quelques années plus tard, il reçoit le Ballon d'or 1993. Il participe ensuite à la coupe du monde 1994. Après des débuts compliqués, l'équipe d'Italie, entraînée par Arrigo Sacchi, se hisse jusqu'en finale contre le Brésil. Roberto Baggio est alors tout proche d'honorer une vieille promesse qu'il aurait fait tout jeune à son père, Fiorindo, en 1970 en voyant à la télévision la finale de la coupe du monde : battre un jour le Brésil en finale. Mais Roberto rate cependant le tir au but décisif.
Six ans plus tard, il reste très marqué par cet échec, d'autant plus quand il n'est pas sélectionné pour l'Euro 2000. Se retrouvant sans club, il songe à prendre sa retraite. Alors qu'on lui propose de signer au Japon, il se relance finalement avec Brescia notamment grâce à Carlo Mazzone. Le joueur ambitionne alors d'être sélectionné pour la coupe du monde 2002 et ainsi disputer une quatrième coupe du monde consécutive. Il veut à tout prix briller à nouveau avec la Squadra Azzurra et faire oublier ce tir au but raté à Pasadena, huit ans plus tôt.

## Fiche technique
Sauf indication contraire, les informations mentionnées dans cette section peuvent être confirmées par la base de données cinématographiques IMDb,  présente dans la section « Liens externes ».
- Titre original : Il Divin Codino
- Titre français : Il Divin Codino : L'art du but par Roberto Baggio
- Titre anglophone : Baggio: The Divine Ponytail
- Réalisation : Letizia Lamartire
- Scénario : Ludovica Rampoldi et Stefano Sardo
- Direction artistique : Matteo la Torre
- Décors : n/a
- Costumes : n/a
- Photographie : Benjamin Maier
- Montage : n/a
- Musique : Matteo Buzzanca
- Production : Marco et Nicola De Angelis
- Société de production : Fabula Pictures
- Société de distribution : Netflix
- Budget : n/a
- Pays d'origine :  Italie
- Langue originale : italien
- Format : couleur - 2.35:1
- Genre : drame biographique, sport
- Durée : 92 minutes
- Dates de sortie[2] :
  - Monde : 26 mai 2021 (sur Netflix)

## Distribution
- Andrea Arcangeli (it) (VF : Zouheïr Zerhouni) : Roberto Baggio
- Valentina Bellè (VF : Joy Feldman) : Andreina
- Thomas Trabacchi (it) (VF : Guillaume Orsat) : Vittorio Petrone
- Andrea Pennacchi (it) (VF : Emmanuel Jacomy) : Florindo Baggio
- Antonio Zavatteri (it) (VF : Guy Chapellier) : Arrigo Sacchi
- Riccardo Goretti (VF : Marc Saez) : Maurizio Boldrini
- Anna Ferruzzo (VF : Anne Massoteau) : Matilde Baggio
- Martufello (it) (VF : Paul Borne) : Carlo Mazzone

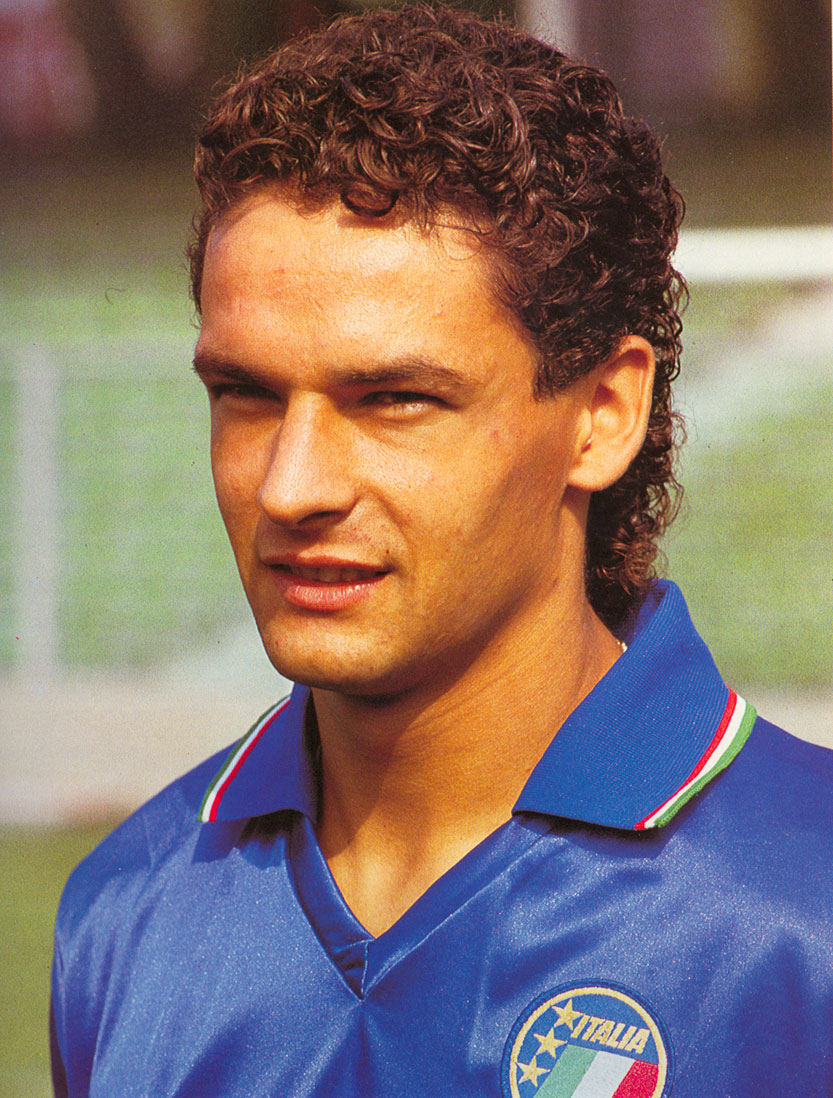
Roberto Baggio, ici en 1990, portant le maillot de l'Italie.

- Simone Colombari (it) : le dirigeant de la Fiorentina
- Beatrice Schiros (it) (VF : Charlotte d'Ardalhon) : l'épouse du président Corioni
- Beppe Rosso : Giovanni Trapattoni
- Marc Clotet : Josep « Pep » Guardiola
- Roberto Turchetta : Carlo Ancelotti
- Federico Pasquali : Cláudio Taffarel
- Roberto Baggio et Paolo Maldini : eux-mêmes (images d'archives)

 Source et légende : version française (VF) sur RS Doublage

## Production
Le tournage a lieu dans l'Italie du Nord, notamment à Turin. Des scènes sont tournées à Tivoli dans la province de Rome.

## Musique
La musique originale est composée par Matteo Buzzanca. On peut également entendre plusieurs chansons non originales dans le film comme Vado Al Massimo de Vasco Rossi, 1979 de The Smashing Pumpkins, une reprise de Self Control par Malika Ayane, la version italienne de You Really Got Me, Paradise de Bruce Springsteen, Supersonic d'Oasis ou encore Run Right Back des Black Keys.

## Sortie et accueil
Une première bande-annonce est dévoilée le 2 mars 2021. Ce même mois, il est annoncé que le film sera diffusé sur Netflix.
Dans Nice-Matin, on peut notamment que le film est « une œuvre de fiction atypique sur un joueur unique qui ravira les amoureux d’un certain football ». Dans The New York Times, on peut notamment lire dans une critique assez partagée « Il est possible que [le film] résonne auprès des fans de football. Mais la grandeur réputée du protagoniste n’est pas parvenue à l’écran. »
Roberto Baggio déclare à propos du film : « J’ai eu beaucoup d’émotions en le visionnant. Mais lorsque je l’ai regardé, j’ai eu un sentiment étrange. Ce n’est pas simple de regarder quelque chose qui te concerne directement. »

## Commentaire
Le mot italien « Codino » du titre désigne en français la queue-de-cheval, marque de fabrique que Roberto Baggio a porté durant une partie de sa carrière, notamment à la coupe du monde 1994.